# Christina Örn
Christina Örn, född Axmar 1737, död 1817, var en svensk skeppsredare. Hon grundade och drev ett betydande handelsbolag i Gävle och ett rederi från 1781 till 1809.
Hon var dotter till fiskaren och skepparen Nils Axmar och Brita Pehrsson Jerf. Hon gifte sig 1762 med fabrikören och krämaren Carl Örn. Paret fick sju barn. När maken avled 1781 övertog hon som änka hans burskap och export- och importföretag. Vid sin bror Petter Axmars död 1790 övertog hon även hans rederi: hon ägde en tredjedel i rederit och skötte verksamheten, medan de kvarvarande syskonen Magdalena och Johan också ägde en tredjedel. Rederiets skepp gick till bland annat Storbritannien och Königsberg. Hennes son Gustaf Örn blev 1794 hennes bokhållare och 1804 hennes kompanjon, då de bildade handelsbolaget Christina Axmar & Son. Bolaget avvecklades 1809, då Christina Örn överlät rederiet på sin son och bosatte sig med sin dotter Ulrica och svärson inspektorn vid Axmar bruk Reinhold Svante Spillhammar.  